# Maroquinerie
 (mai 2012).
Si vous disposez d'ouvrages ou d'articles de référence ou si vous connaissez des sites web de qualité traitant du thème abordé ici, merci de compléter l'article en donnant les références utiles à sa vérifiabilité et en les liant à la section « Notes et références ».

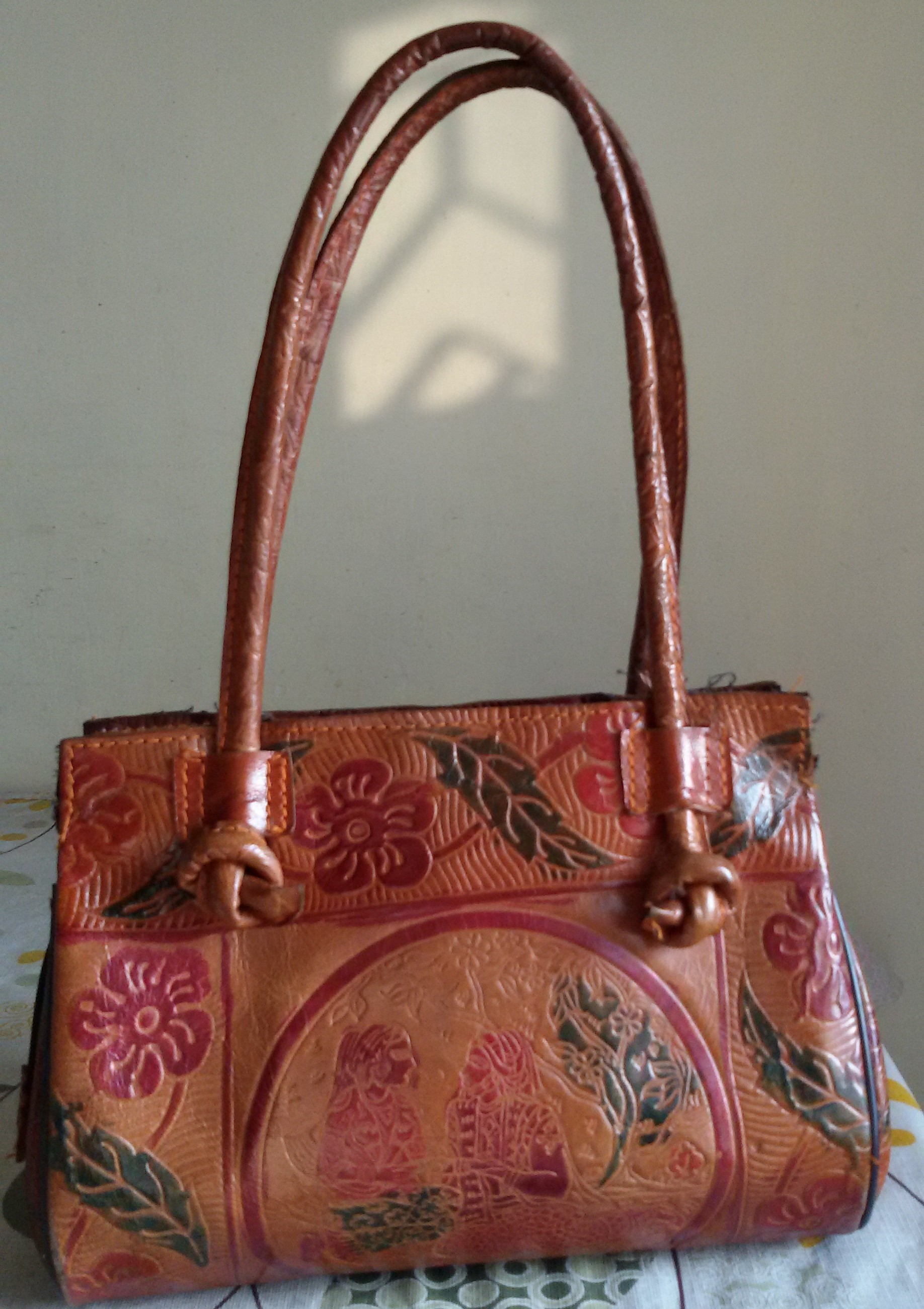
Un sac en cuir fabriqué dans le district de Birbhum, en Inde.

La maroquinerie est la confection en cuir de sacs, de portefeuilles, de porte-monnaie, ceintures, bijoux, valises, etc. Le temps confèrerait élégance et patine aux cuirs de toutes les époques et de toutes les civilisations.
Les objets de maroquinerie sont créés avec des cuirs multiples. On distingue les peaux classiques : le Box (ou cuir de veau), le cuir de bœuf ou de vache, le cordovan (ou cuir de chevreau originellement, maintenant cuir de cheval) et les peaux exotiques: de mammifères (éléphant, buffle, etc.), de reptiles (crocodile, serpent, etc.) et de poissons (galuchat, requin, raie, etc.),.
Le travail du cuir existe depuis la préhistoire, le cuir étant une des premières ressources pour l'Homme. La maroquinerie s'est peu à peu développée, devenant une industrie à part entière, avec des maisons mondialement connues pour leurs créations artisanales.
De par sa diversité de produit, la maroquinerie englobe une multitude de métiers divers, très spécialisés[réf. nécessaire].

## Histoire de la maroquinerie
Il semble important de souligner que la maroquinerie a longtemps évolué au même rythme que le cuir. En effet, la maroquinerie, avant son véritable essor à la fin du XIXe siècle, n'a longtemps été qu'un complément de l'industrie, n'offrant que de petits accessoires complémentaires.

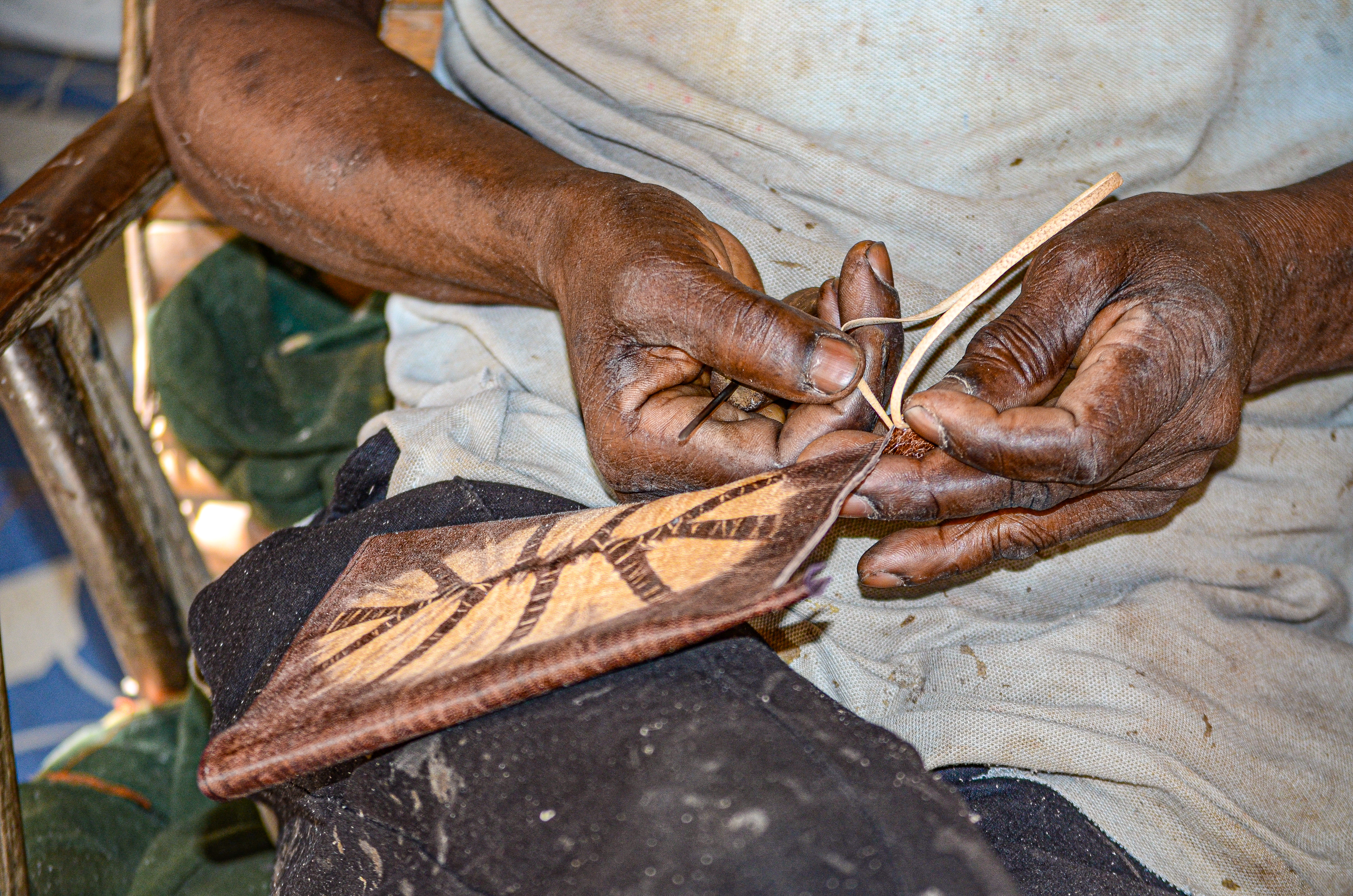
Un maroquinier sénégalais qui coud une sacoche en cuir au village artisanal de Thiès.

### Apparition de la maroquinerie
Depuis les débuts de l'Humanité, la peau animale est présente. Mais il a fallu attendre que les Hommes acquièrent les techniques de traitement du cuir pour parvenir à la mise en place d'objets en cuir. Dès l'Égypte antique, de petits objets en cuir entrent dans le quotidien : harnais, instruments de musique, outres, souliers, etc. Quant à la Grèce antique, pour sa part, l'habillement en cuir des cavaliers, s'accompagne également de protections telles que des jambières ou des épaulières en peau. On voit également apparaître, pour compléter la tenue de cuir des Romains, des gants de boxe fabriqués avec des lanières de cuir pour les combats.

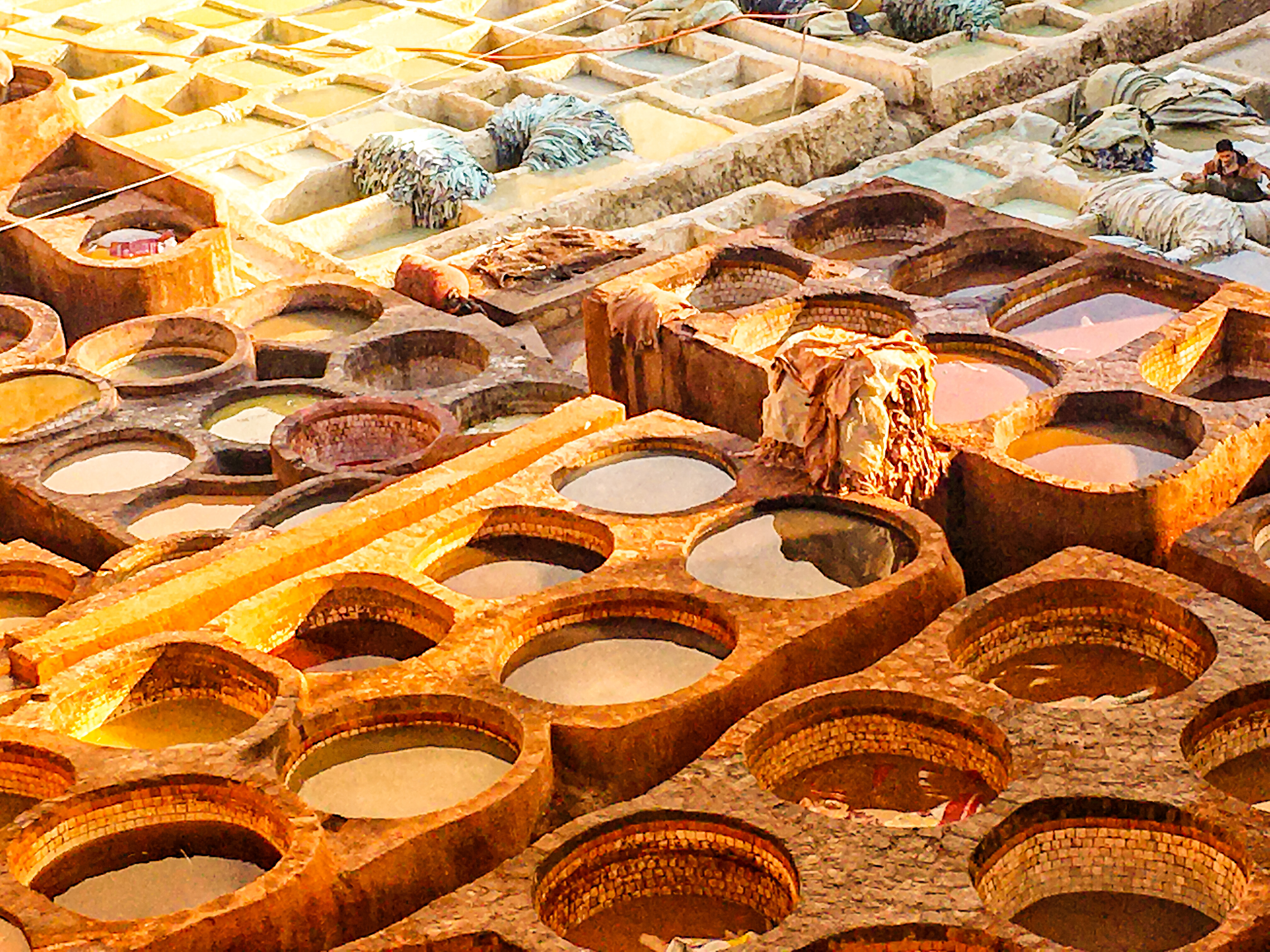
Les tanneries traditionnelles de Fès, au Maroc.

Le terme « Maroquinerie » trouve son étymologie dans le mot maroquin qui désigne le tannage du cuir de chèvre au sumac.  
On a assisté à la création de nouvelles industries dans les villes de l'Europe du Sud et ensuite au Maroc (d'où le nom du pays venant du mot marroquin) car une véritable révolution s'est mise en route grâce à la nouvelle clientèle bourgeoise. Dans les années 1180, le travail des peaux et des cuir se développa. Les ouvriers du cuir étaient en nombre considérables dans la cité. La brigandine s'accompagne alors de cartouchières, ceintures, étuis et autres accessoires.
Exemple de registre fiscal datant de 1228 : notaires, hommes de loi 147 ; métier de l'alimentation 346 ; bois, fer, maçonnerie 289 ; cuirs, peaux, fourrures 305 ; ouvriers du textile 101.
L'industrie du cuir connaît donc un essor considérable, surtout à la ville de Pise en Italie, mais le travail paraît assez indélicat, lourd et brut. Les peaussiers abandonnèrent la technique orientale du tannage à l'eau froide; procédé lent et coûteux pour adopter une technique différente de meilleur marché et offrant des cuirs moins souples.
Une majorité de cuirasses, heaumes et vêtements était fabriquée par ces artisans appelés « coriarii aque calde ». De plus, le développement du commerce et l'externalisation des échanges dans les années 1150 ont permis à ces ouvriers de développer leur industrie et de l'ouvrir au monde ; mais aussi de recevoir d'autres notions et apprentissages des différentes cultures. On assista donc à une véritable démocratisation du vêtement.
Cette industrie, grossière et primaire, issue du monde rural, a connu un essor important qui a pu la mener dans les premières places. Les métiers du cuir se sont peu à peu transformés en « art du cuir » au fil des années ; et certaines villes ont maintenu cette prédominance jusqu'à la fin du Moyen Âge. Ainsi, il devient alors de bon goût de décorer ses coffres de cuir, et ce, de par le monde.
Dans les années qui ont suivi cet essor, le cuir redevint synonyme de mauvais goût et de ruralité que l'on associait aux paysans. Les pèlerins de St Jacques de Compostelle attachaient à leur ceinture une aumônière en cuir pour ranger les pièces de monnaie qu'on leur donnait. L'expression « se serrer la ceinture » provient sûrement de cette époque où la « ceingture » puis « cinture » était associée à la mendicité. Vers les années 1260, les besoins et modes des bourgeois évoluèrent vers une nouvelle tendance car ils recherchèrent désormais de la fourrure pour leurs vêtements ; ainsi que de la laine.
L'essor de la laine est le deuxième tournant de l'industrie du Moyen Âge dans les villes d'Occident et se situe dans les années 1300.

### DuXVIesiècleauXIXesiècle
Le sac, objet incontournable de la maroquinerie, a suivi l'histoire de la mode. 

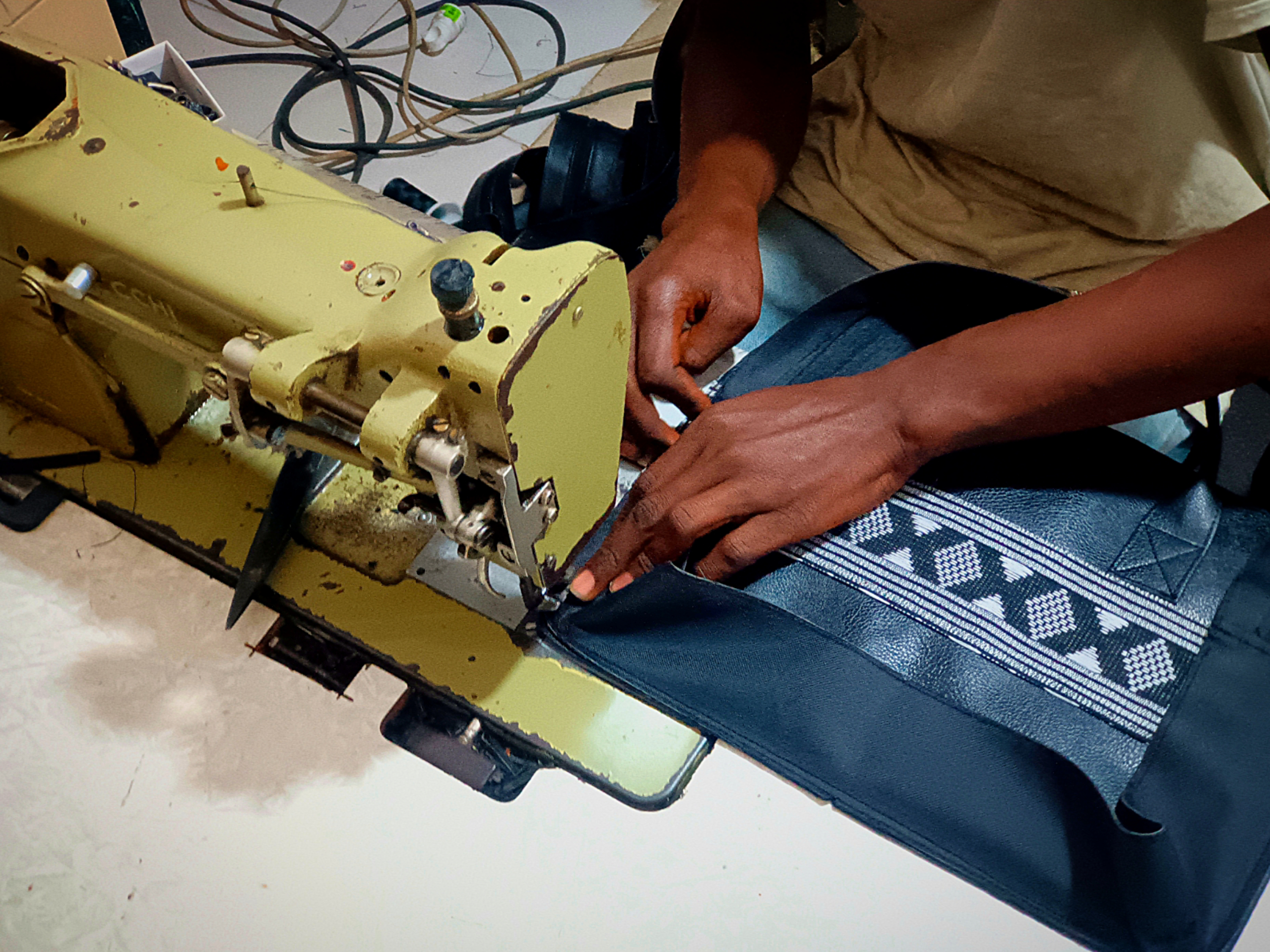
Couture d'un sac en cuir avec du pagne tissé au Village artisanal de Soumbedioune

Il est plus significatif de l'évolution vestimentaire que de sa fonction proprement dite. Au Moyen Âge, la différenciation des vêtements entre les hommes et les femmes apparaît, et avec celle-ci, le port de la bourse. En effet, elle était réservée aux hommes, tandis que les femmes portaient les objets dans des poches aménagées dans leurs robes.
À la Renaissance, le cuir illustre un certain art de vivre, l’atmosphère même du confort et du luxe.
En 1749 est créée une Manufacture royale du Cuir. Le XVIIIe siècle connaît un développement considérable des objets de luxe, réalisés par les maîtres-gainiers, (travaillant dans la gainerie) en passant du coffret à la malle, par le portefeuille, mais également que ce soit pour coudre, écrire en maroquin estampé, doré, ou en galuchat. Le cuir a une double dimension : pratique et prestigieuse. Distinction entre une simple valise et un bagage du malletier. Seuls les artistes se servent encore des malles profondes. Pour les autres, l’artisanat de luxe a su créer des modèles plus souples, plus légers, plus rationnels. Mais leur ligne, leurs finitions, leur qualité essentielle, les différencient au premier coup d’œil.
Comme pour de nombreux matériaux, le cuir passe dans les mains des industriels. Mais le terme « maroquinerie » n'apparaît qu'avec la création du portefeuille vers 1835, et deviendra par la suite une importante industrie. Le terme recouvre alors rapidement une foule d'objets de petites tailles.

### Le cuir auXXesiècle

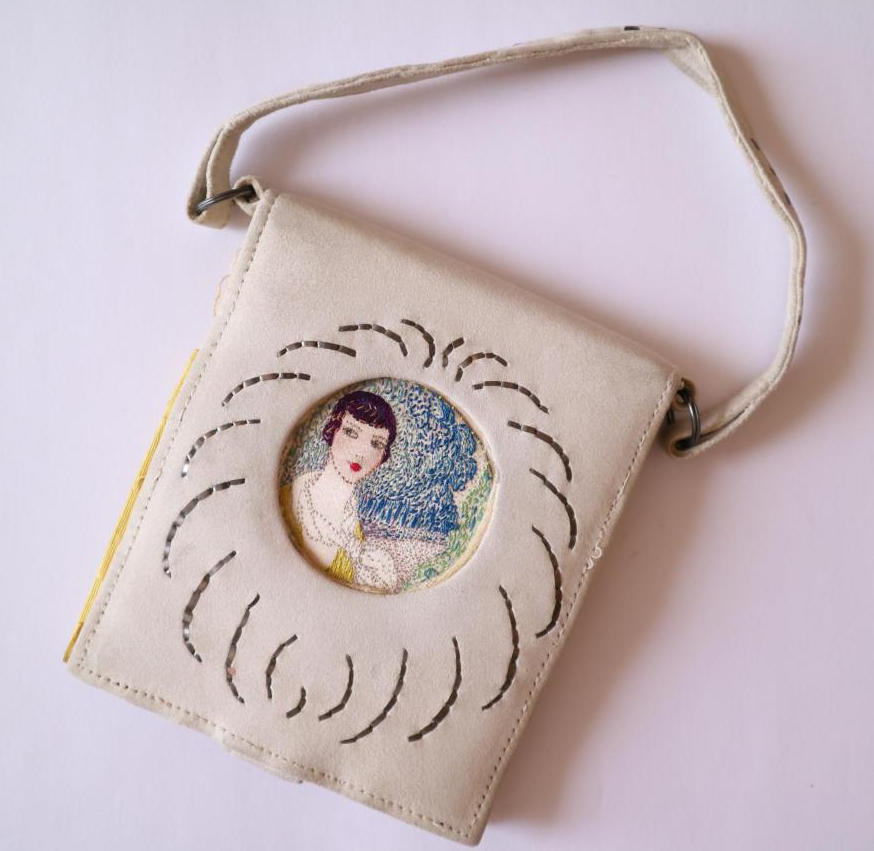
Pochette carrée, médaillon brodée (1900)

C'est avec la mode révolutionnaire que le sac féminin s'extériorise et le terme sac à main apparaît au XXe siècle.
Au début du XXe siècle, les artisans de l'Art nouveau vont faire du cuir un support privilégié pour des créations en tout genre : portefeuilles, sacs, reliures ornés de motifs floraux et animaliers.
Dans les années 1920, le cuir est abondamment utilisé pour le mobilier. Mais l'artisanat décline progressivement à la suite de la crise financière, à la mécanisation intensive et à l'invention du cuir synthétique en 1942 par Dupont de Nemours (de l'entreprise américaine DuPont).

#### Maroquinerie au Texas
Depuis leur installation, les pionniers américains ont fait du chemin. Les voilà devenus cow-boy. Avec eux se développe le rodéo. Les pratiquants portent alors des jambières en gros cuir (dites chaps) accompagnées de gants, de ceintures, de bandanas, le tout popularisé par les westerns.[réf. nécessaire]

#### L'essor de la maroquinerie
Dans les années 1910, pour se protéger du froid, le cuir devient un élément indispensable des aviateurs. En plus d'enfiler une combinaison en cuir, ces derniers s'équipent de cagoules et de gants.
Par la suite, l'essor de l'automobile va jouer un rôle crucial pour le développement de la maroquinerie. En effet, l'automobile comme le coupé ou le cabriolet, symbole de luxe, entraîne dans son sillage la mise en avant de multiples petits accessoires tels que les gants pour Madame, assortis au cuir intérieur de la voiture, comble du raffinement. C'est à cette époque que la maroquinerie va devenir la véritable industrie que l'on connait aujourd'hui. En effet, elle se développe grâce aux bagages. De grandes maisons saisissent l'opportunité de développer leurs commerces grâce à des bagages plus faciles à transporter. En ajout à ces modèles, les grandes maisons proposent aussi une multitude d'accessoires comme les gants, les ceintures. D'autres maisons vont, quant à elles, surtout se spécialiser dans des malles compartimentées qui tendent alors à tous les rangements nécessaires pour les escapades automobiles.

#### Le tournant au milieu du siècle
Tout commence avec les années rebelles. Les rockeurs des années 1950 comme Elvis Presley arborent des bracelets de force, des gants en cuir (autrefois considérés comme le summum de l'élégance.) Cette image rebelle est également apparente chez le motard qui accompagne son manteau de cuir clouté, de gants, de casques en cuir et autres accessoires. Cette rupture se développera de plus en plus. Le cuir détourné donnera naissance à des accessoires hétéroclites. Le cuir devient alors synonyme de rébellion, de démarcation avec les codes classiques et est le symbole de la liberté, que les punks copieront dans les années 1970, revêtant eux aussi des accessoires tels que les bracelets de cuir.
Un détournement important de l'image du cuir survient avec le sadomasochisme. En effet, le cuir, ici, n'a plus la connotation de raffinement qu'il avait lors de l'essor de la maroquinerie à la fin du XIXe siècle. Les accessoires en cuir n'ont comme limite que l'imagination: colliers de cuir, ceintures cloutées, masques de cuir.
Ce détournement viendrait des homosexuels qui ont utilisé l'image virile du cuir transmise par les rockeurs et les motards pour en faire un de leurs symboles.
Les principaux métiers de la maroquinerie sont :
- Maroquinier : celui qui travaille les peaux de chèvre tannées (maroquin).

L'introduction en France du maroquin date du XVIIe siècle, grâce à Granger qui a importé le sumac (plante utilisée pour le tannage et la coloration) et à Sigismond d'Adelin, issu d'une famille de tanneurs de Montélimar, qui a ramené deux soldats du Maroc connaissant le tannage et la teinture du maroquin. Avant ces importations, seules les peaux de Cordoue parvenaient en France. Elles étaient uniquement utilisées pour les cuirs de décorations et d'ameublement.
- Tanneur : celui qui transforme la peau « brute » en un matériau imputrescible.
- Corroyeur : celui qui assouplit le cuir après le tannage et pratique donc le corroyage.
- Baudroyeur : celui qui corroie les cuirs de couleur.

Au Moyen Âge, les tanneurs et les corroyeurs s'organisent en corporations. Et avec les baudroyeurs en 1345, ils obtiennent des statuts et règlements.
- Maître-Gainier : celui qui fabrique ou vend des articles recouvert de gainerie, c'est un étui qui recouvre et protège l'objet comme le cuir par exemple.
- Malletier : celui qui fabrique les bagages.
- Relieur : celui qui joint les feuilles d'un livre[1].
- Designer : celui qui s'occupe du design d'un produit.
- Assembleur : celui qui s'occupe de l'assemblage des pièces d'un produit.
- Coupeur : celui qui découpe les pièces qui composent un produit.
- Patineur : celui qui réalise la coloration d'un produit.

## Grands noms de la maroquinerie
- Chanel: fondé en par Gabrielle Bonheur Chasnel, dite « Coco Chanel » (1883-1971) en 1910 à Paris.
- Hermès : fondé en 1837 (ancienne manufacture de harnais et de selles) par Thierry Hermès (1801-1878) à Paris.
- Fauré Le Page : fondé en 1717, la plus ancienne maison de maroquinerie en activité.
- Goyard : fondé en 1792, c'est le plus ancien des malletiers français dont la maison tient encore enseigne. Il propose des accessoires en peau pour accompagner ses mallettes de toiles enduites à chevrons.
- Moynat : fondé en 1849, créateur de malles, établi à Paris.
- Louis Vuitton : fondé en 1854 (ancien atelier de fabrication de malles de voyage) par Louis Vuitton (1821-1892) à Paris.
- Lancel : fondé en 1876 par Angèle et Alphonse Lancel à Paris.
- Gucci : fondé en 1921 (fabrique d'articles en cuir) par Guccio Gucci (1881-1953) à Florence en Italie.
- Longchamp Paris : fondé en 1948 à Paris, connue pour son sac en nylon, Le Pliage.
- Bottega Veneta : fondé en 1966 à Vicence en Italie, par Michele Taddei et Renzo Zengiaro. Célèbre par sa marque de fabrique, l'intrecciato.
- Alexandre Mareuil : fondé en 1972 près de Bordeaux, spécialisé dans les articles de chasse haut de gamme et sur mesure.
- Laurige, fondé en 1949, entreprise du patrimoine vivant[5].
- Sequoia fondé en 1988 par Daniel Sisso & Pierre Hardy.